# Protium carana
Protium carana är en tvåhjärtbladig växtart som beskrevs av March.. Protium carana ingår i släktet Protium och familjen Burseraceae. Inga underarter finns listade i Catalogue of Life.